# Trubka Udačnaja

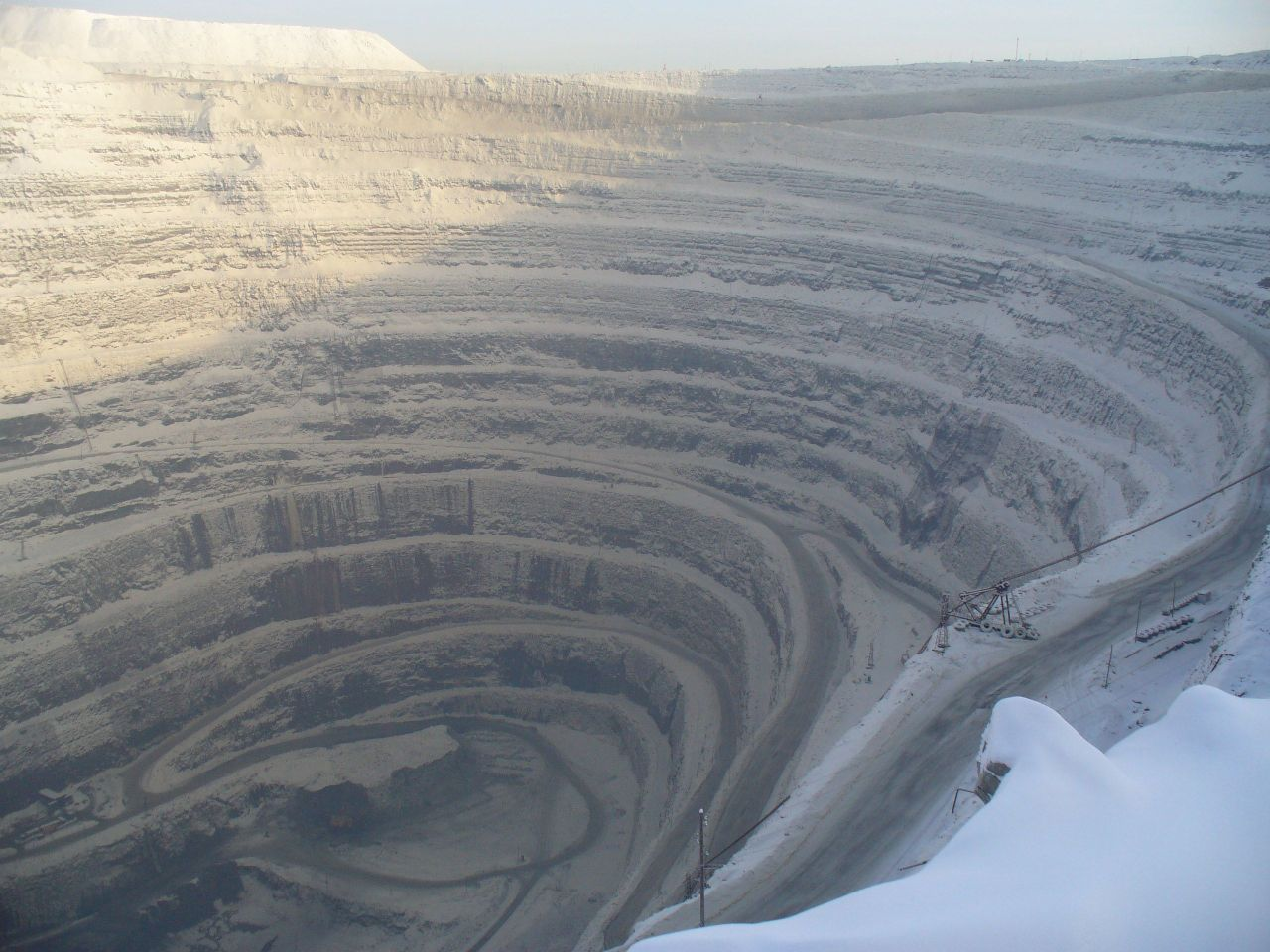
Il cratere.

Il Trubka Udačnaja (in russo трубка Удачная?, che significa "cratere fortunato") è una miniera di diamanti, situata nella Sacha (Jacuzia), in Russia, alle coordinate geografiche 66°26′N, 112°19′E. Essa sfrutta un camino di kimberlite che ne fa il più importante giacimento di diamanti attualmente sfruttato in Russia. Scoperto dal geologo sovietico Vladimir Ščukin il 15 giugno del 1955. Con i suoi quasi seicento metri di scavo è la più profonda miniera a cielo aperto al mondo.